# Mạy cần
Mạy cần, tên khoa học Thyrsostachys oliveri, là một loài thực vật có hoa trong họ Hòa thảo. Loài này được Gamble miêu tả khoa học đầu tiên năm 1896.